# Argostemma saxatile
Argostemma saxatile är en måreväxtart som beskrevs av Woon Young Chun, Foon Chew How och Wei Chiu Chen. Argostemma saxatile ingår i släktet Argostemma och familjen måreväxter.
Artens utbredningsområde är Hainan (Kina). Inga underarter finns listade i Catalogue of Life.